# Scuderia Ambrosiana
Scuderia Ambrosiana je nekdanje italijansko dirkaško moštvo, ki je nastopalo na dirkah za Veliko nagrado med sezonama 1936 in 1949, v Formuli 1 med sezonama 1950 in 1955, v šestdesetih pa še v prvenstvih Formula Junior, Svetovno prvenstvo športnih dirkalnikov, Evropska Formula 3 in Italijanska Formula 3.
Na dirkah za Veliko nagrado so z dirkalniki Maserati, Fiat, Cisitalia in Ferrari nastopili na 83-ih dirkah, na katerih so dosegli dvanajst zmag. V Formuli 1 so na nastopili na petdesetih dirkah, večinoma neprvenstvenih, in dosegli sedem zmag.

## Zmage
| Sezona | Dirka                                | Dirkač          | Dirkalnik     | Poročilo |
| ------ | ------------------------------------ | --------------- | ------------- | -------- |
| 1937   | Velika nagrada Brna                  | Luigi Villoresi | Maserati 6CM  | Poročilo |
| 1938   | Coppa Acerbo Voiturettes             | Luigi Villoresi | Maserati 6CM  | Poročilo |
| 1946   | Velika nagrada Nice                  | Luigi Villoresi | Maserati 4CL  | Poročilo |
| 1947   | Velika nagrada Generala Juana Peróna | Luigi Villoresi | Maserati 4CL  | Poročilo |
| 1947   | Velika nagrada Eve Duarte Perón      | Luigi Villoresi | Maserati 4CL  | Poročilo |
| 1947   | Velika nagrada Nîmesa                | Luigi Villoresi | Maserati 4CL  | Poročilo |
| 1947   | Velika nagrada Nice                  | Luigi Villoresi | Maserati 4CL  | Poročilo |
| 1947   | Velika nagrada Alzacije              | Luigi Villoresi | Maserati 4CL  | Poročilo |
| 1947   | Velika nagrada Lausanna              | Luigi Villoresi | Maserati 4CL  | Poročilo |
| 1948   | Velika nagrada Sanrema               | Alberto Ascari  | Maserati 4CLT | Poročilo |
| 1948   | Grand Prix du Comminges              | Luigi Villoresi | Maserati 4CLT | Poročilo |
| 1948   | Velika nagrada Albija                | Luigi Villoresi | Maserati 4CLT | Poročilo |
| 1948   | Velika nagrada Velike Britanije      | Luigi Villoresi | Maserati 4CLT | Poročilo |
| 1948   | Velika nagrada Penya Rhina           | Luigi Villoresi | Maserati 4CLT | Poročilo |
| 1949   | Velika nagrada Generala Juana Peróna | Alberto Ascari  | Maserati 4CLT | Poročilo |
| 1949   | Velika nagrada Interlagosa           | Luigi Villoresi | Maserati 4CLT | Poročilo |
| 1949   | Velika nagrada Ria de Janeira        | Alberto Ascari  | Maserati 4CLT | Poročilo |
| 1950   | Richmond Trophy                      | Reg Parnell     | Maserati 4CLT | Poročilo |
| 1950   | Nottingham Trophy                    | David Hampshire | Maserati 4CLT | Poročilo |
| 1954   | Lavant Cup                           | Reg Parnell     | Ferrari 500   | Poročilo |
| 1954   | BARC Formula 1 Race                  | Reg Parnell     | Ferrari 625   | Poročilo |
| 1954   | Crystal Palace Trophy                | Reg Parnell     | Ferrari 625   | Poročilo |
| 1954   | August Cup                           | Reg Parnell     | Ferrari 500   | Poročilo |
| 1954   | RedeX Trophy                         | Reg Parnell     | Ferrari 625   | Poročilo |

## Prvenstveni rezultati Formule 1
(legenda)
| Leto | Šasija                        | Motor                 | Dirkač          | 1   | 2   | 3   | 4   | 5   | 6   | 7   | 8   | 9   |
| ---- | ----------------------------- | --------------------- | --------------- | --- | --- | --- | --- | --- | --- | --- | --- | --- |
| 1950 | Maserati 4CL Maserati 4CLT/48 | Maserati 1.5 litre L4 |                 | VB  | MON | 500 | ŠVI | BEL | FRA | ITA |     |     |
| 1950 | Maserati 4CL Maserati 4CLT/48 | Maserati 1.5 litre L4 | David Hampshire | 9   |     |     |     |     | Ret |     |     |     |
| 1950 | Maserati 4CL Maserati 4CLT/48 | Maserati 1.5 litre L4 | David Murray    | Ret |     |     |     |     |     | Ret |     |     |
| 1950 | Maserati 4CL Maserati 4CLT/48 | Maserati 1.5 litre L4 | Reg Parnell     |     |     |     |     |     | Ret |     |     |     |
| 1951 | Maserati 4CLT/48              | Maserati 1.5 litre L4 |                 | ŠVI | 500 | BEL | FRA | VB  | NEM | ITA | ŠPA |     |
| 1951 | Maserati 4CLT/48              | Maserati 1.5 litre L4 | David Murray    |     |     |     |     | Ret | DNS |     |     |     |
| 1954 | Ferrari 500                   | Ferrari 2.5 litre L4  |                 | ARG | 500 | BEL | FRA | VB  | NEM | ŠVI | ITA | ŠPA |
| 1954 | Ferrari 500                   | Ferrari 2.5 litre L4  | Reg Parnell     |     |     |     |     | Ret |     |     |     |     |